# Voluut

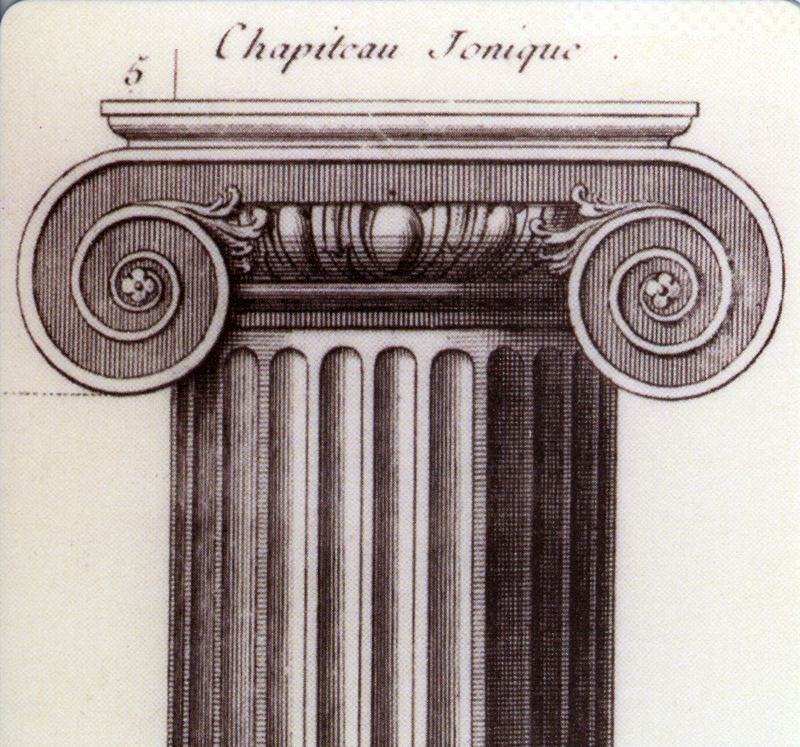
Voluut bij een Ionische zuil

Een voluut is een krul- of spiraalvormige versiering die kenmerkend is voor het kapiteel van een Ionische zuil. Kapitelen met een dergelijke versiering worden voluutkapiteel of krulkapiteel genoemd. 
In de renaissance en de barok werden voluten ook wel als decoratie op de hoeken van topgevels en op consoles gebruikt. In de rococo kwamen er ook C en S-vormige voluten voor. Deze werden doorgaans gebruikt als decoratie-elementen op muren en plafonds.
De naam is afgeleid van het Latijnse woord voluta, wat boekrol betekent.

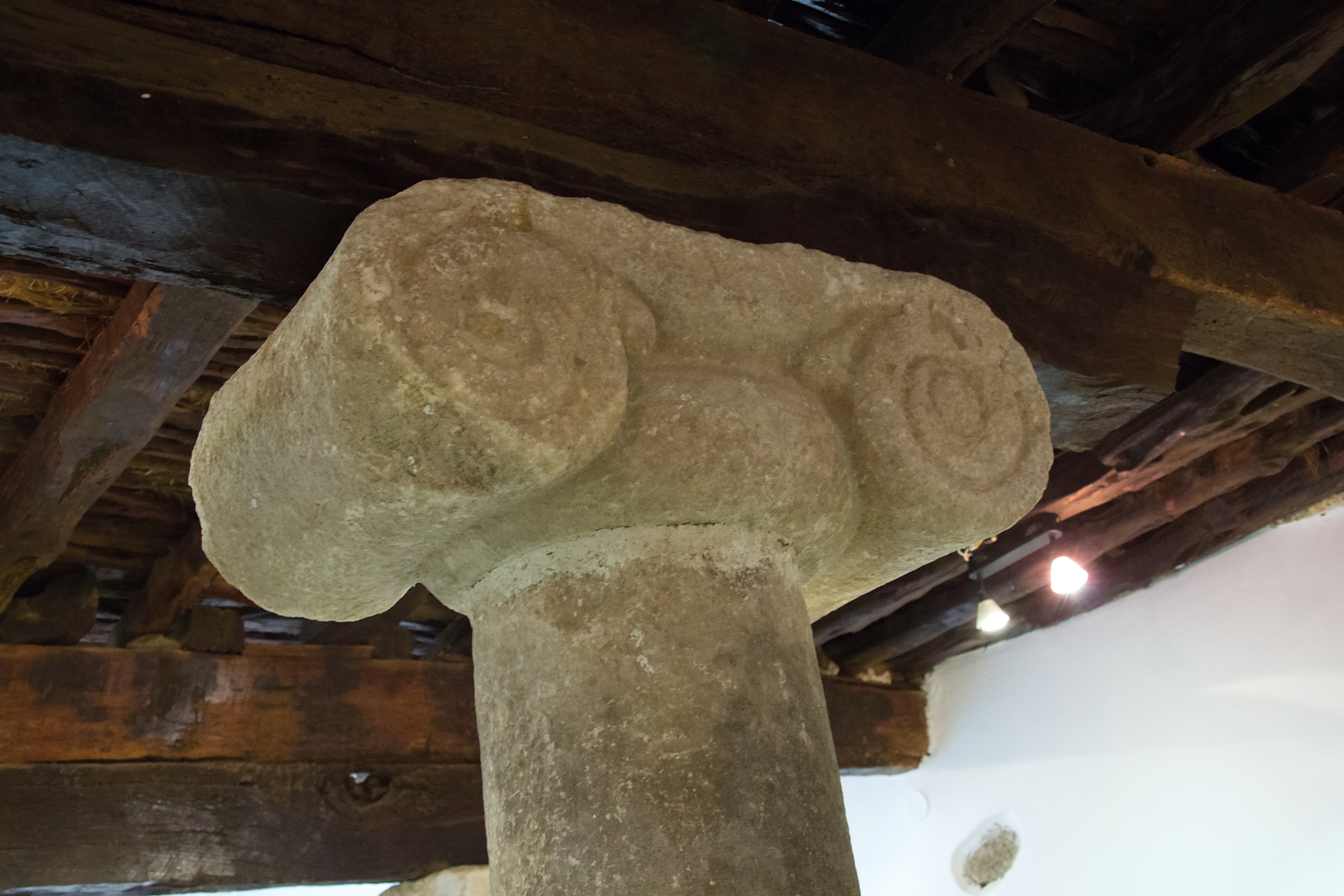
Oud Ionisch kapiteel, vermoedelijk uit de 6e eeuw v.Chr.
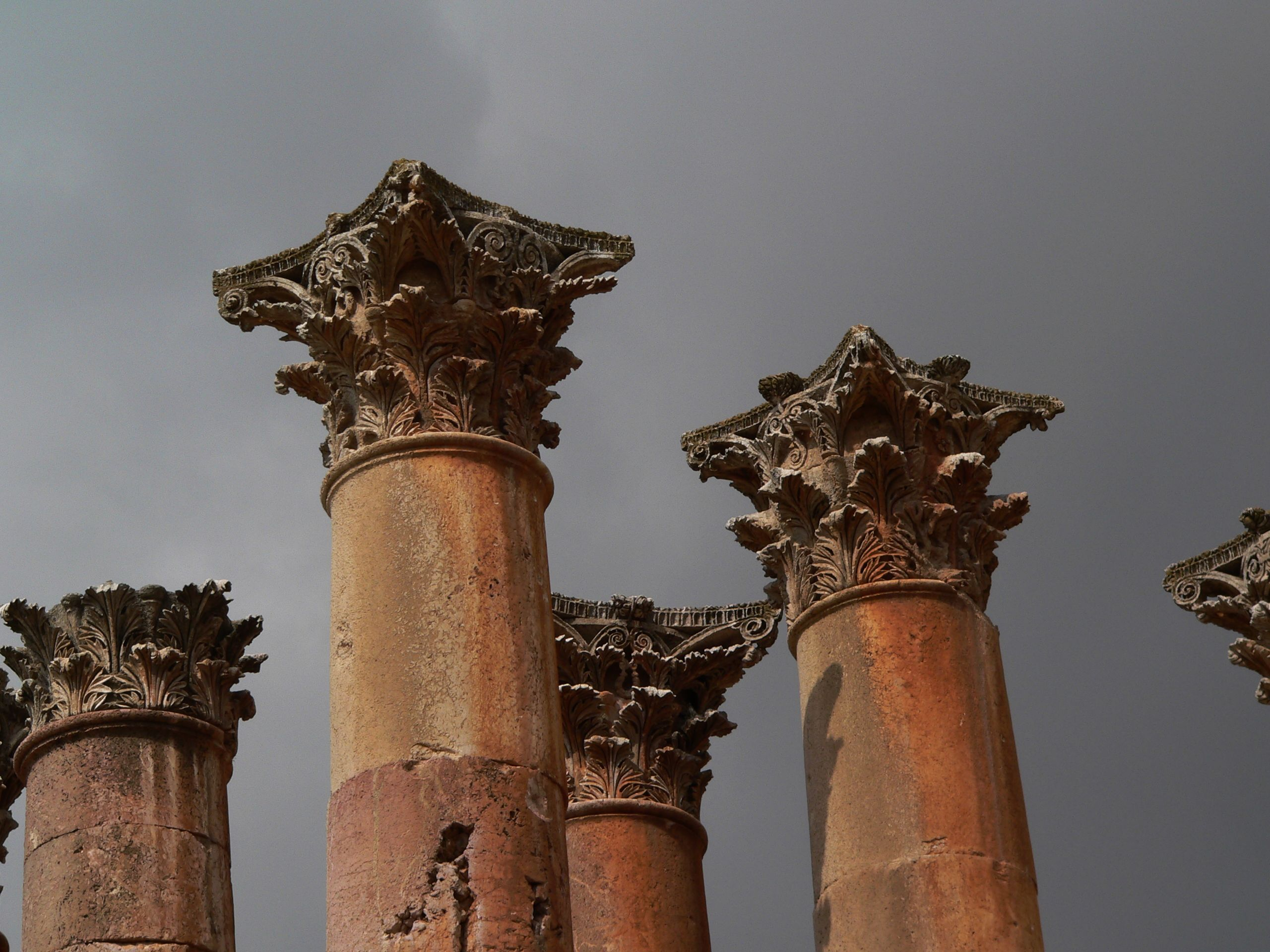
Korintische kapitelen, versierd met acanthusbladeren en kleine voluten.
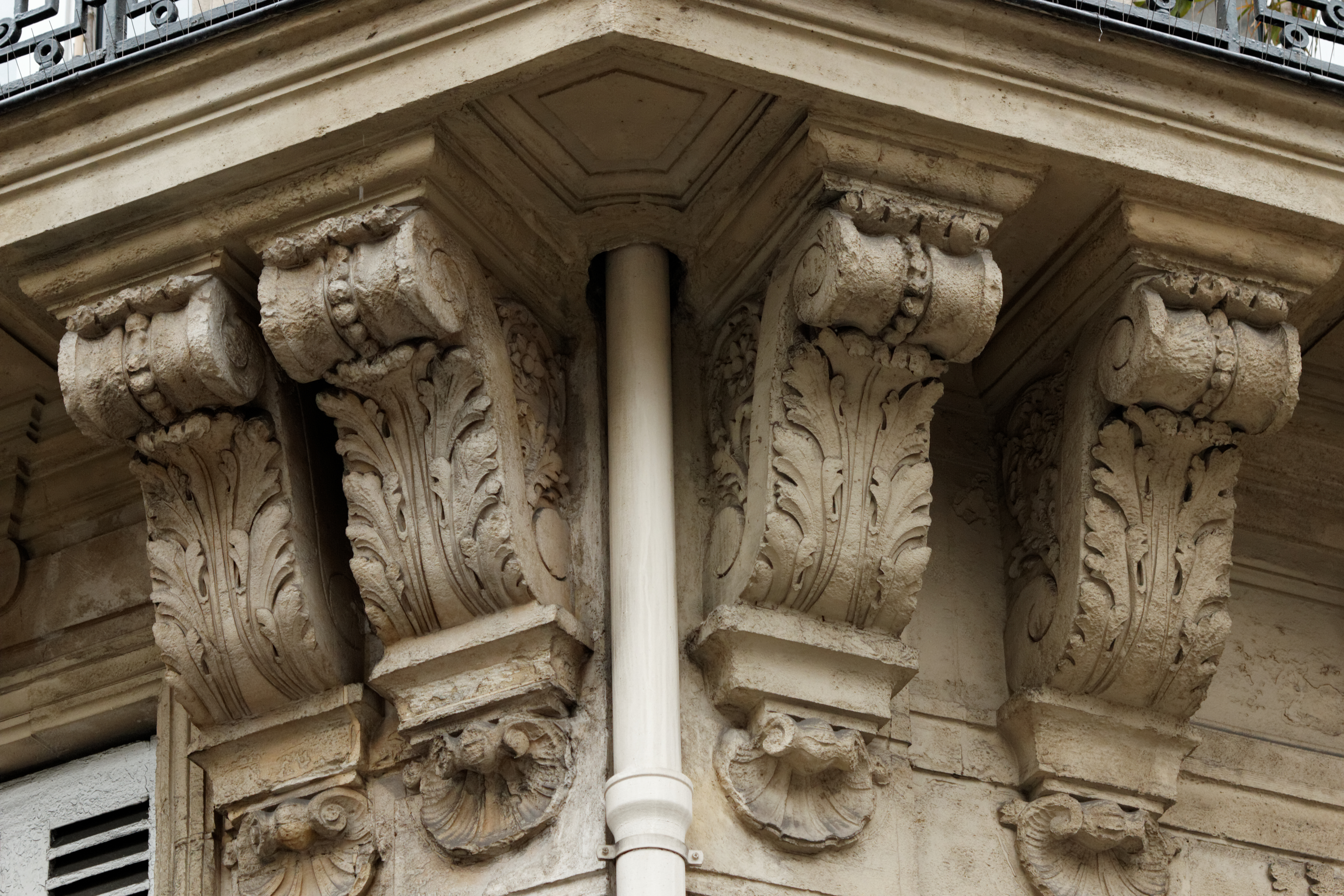
Voluutvormige consoles onder een balkon.
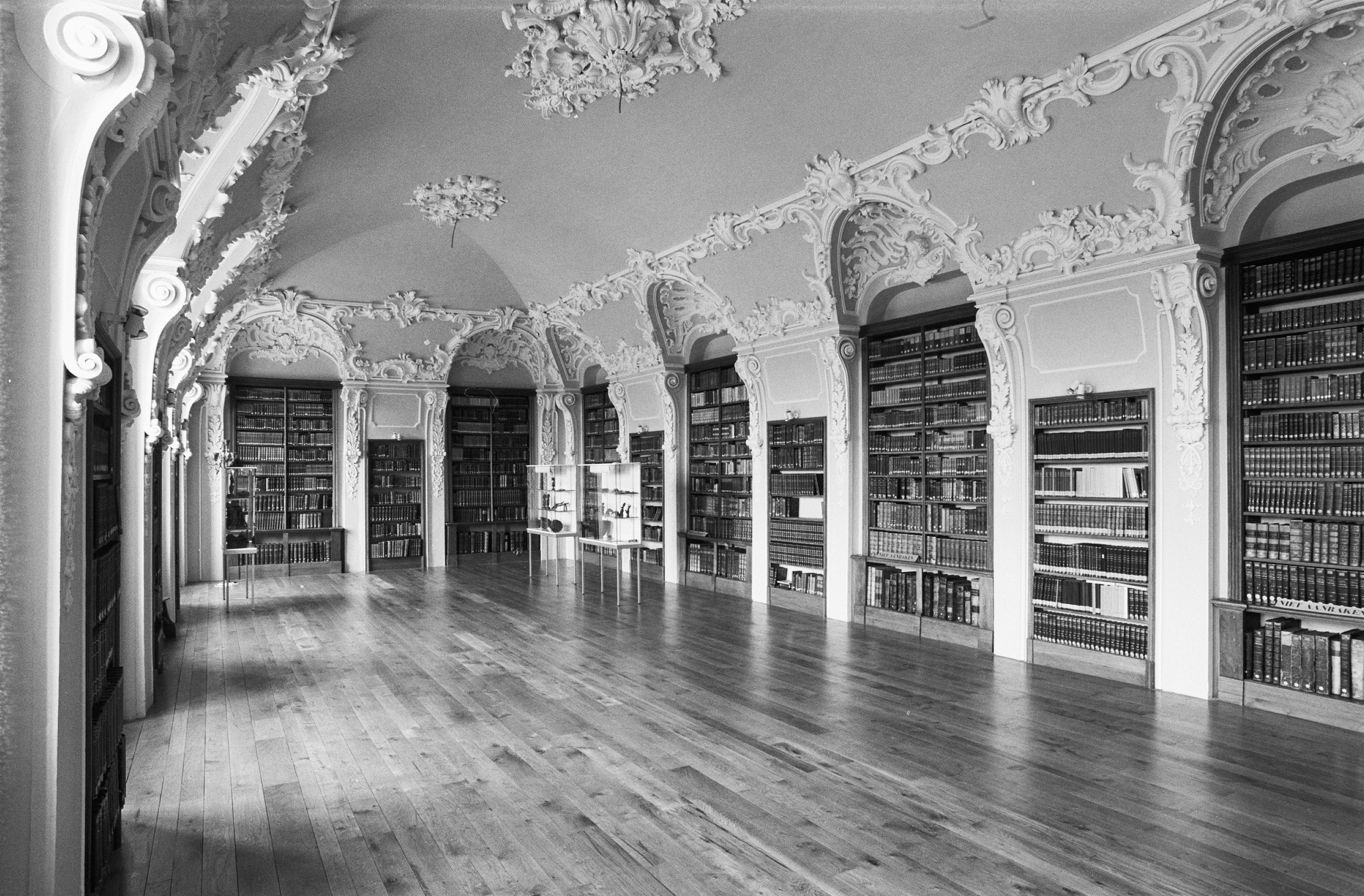
C en S-vormige voluten vormen cartouches tussen de nissen.